# Englés
Englés (fl....1253...) és el nom d'un joglar del qual es conserva només una composició.

## Dades biogràfiques i obra
No es té cap dada sobre aquest joglar. Pel nom, sembla més un joglar que no pas un trobador. Escriu estant a la cort de Navarra, però no se'n sap el seu origen, ja que no és clar si el nom (en realitat un sobrenom) Englés indica el seu origen com a anglès o està motivat en un altre fet.
Se'n conserva només una composició, transmesa amb llacunes per l'únic cançoner (f) que la conserva, que és una tençó amb un altre trobador o joglar del qual no es diu el nom. Englés la inicia criticant el rei de Navarra per avar fent un joc de paraules amb cort ("cort" i "curt, curta"; diu que la cort és curta en cortesia i en donar, etc). L'anònim respon que Englés critica el rei navarrès perquè és francès i que és d'esperar que un francès no doni generosament a un anglès. Falta tota una estrofa que correspondria a Englés i on possiblement manifesti la intenció d'anar a la cort del rei d'Aragó. Hi ha encara una estrofa de l'anònim i una tornada on Englés envia el poema al rei d'Aragó.
S'ha conclòs que el rei navarrès esmentat deuria ser Teobald I de Navarra, ell mateix trober en llengua francesa.

## Obra
- (138,1)[2] A la cort fuy l'autrier del rey navar